# Parnassiinae
Parnassiinae (лат.)  — подсемейство бабочек из семейства парусников.

## Распространение
Распространены только на территории Евразии и Северной Америки.

## Описание
Parnassiinae — это парусники крупных размеров, с размахом крыльев до 140 мм, у большинства видов 40—70 мм.
Бабочки ведут исключительно дневной образ жизни и активны только в солнечную погоду. Нуждаясь в дополнительном питании, они охотно посещают цветущие растения. Гусеницы олигофаги или монофаги, трофически связаны с растениями различных ботанических семейств.

## Классификация
В подсемействе выделяют 3 трибы, включающих 7 родов:
- Триба Parnassiini
  - Hypermnestra Ménetries, 1846 — 1 вид
  - Parnassius Latreille, 1804 — Парнассиусы, около 50 видов
- Триба Luehdorfiini
  - Archon Hübner, 1822 — 3 вида
  - Luehdorfia Crüger, 1878 — Людорфии, 5 видов
- Триба Zerynthinii 
  - Allancastria Bryk, 1932 — Алланкастрии, 5 видов
  - Bhutanitis Atkinson, 1873 — Бутанитисы, или трёххвостые парусники, 4 вида
  - Sericinus Westwood, 1851 — 1 вид
  - Zerynthia Ochsenheimer, 1816 — Зеринтии, 3 вида